# Lal Thla Muana
Lal Thla Muana es un diplomático indio jubilado.
- En 1977 entró al Indian Foreign Service.
- En 1988 fue secretario de Alta Comisión en Londres.
- Del septiembre de 1998 al 12 de octubre de 2001 fue embajador de la India en Jartum.
- Del 12 de octubre de 2001 al 01 de febrero de 2002 fue Alto Comisionado en Gaborone.[1]
- Del 01 de febrero de 2002 al 23 de octubre de 2006 tenía Exequatur como Cónsul General en la Ciudad Ho Chi Minh.
- Del 23 de octubre de 2006 al 04 de febrero de 2010 fue embajador en Hanói.
- Del 04 de febrero de 2010 al 24 de abril de 2014 fue secretario adjunto del Ministerio de Asuntos Exteriores (India).
- Del 24 de abril de 2014 al 08 de agosto de 2015 fue embajador en Zagreb.[2]